# Gelbschnabel-Bartvogel

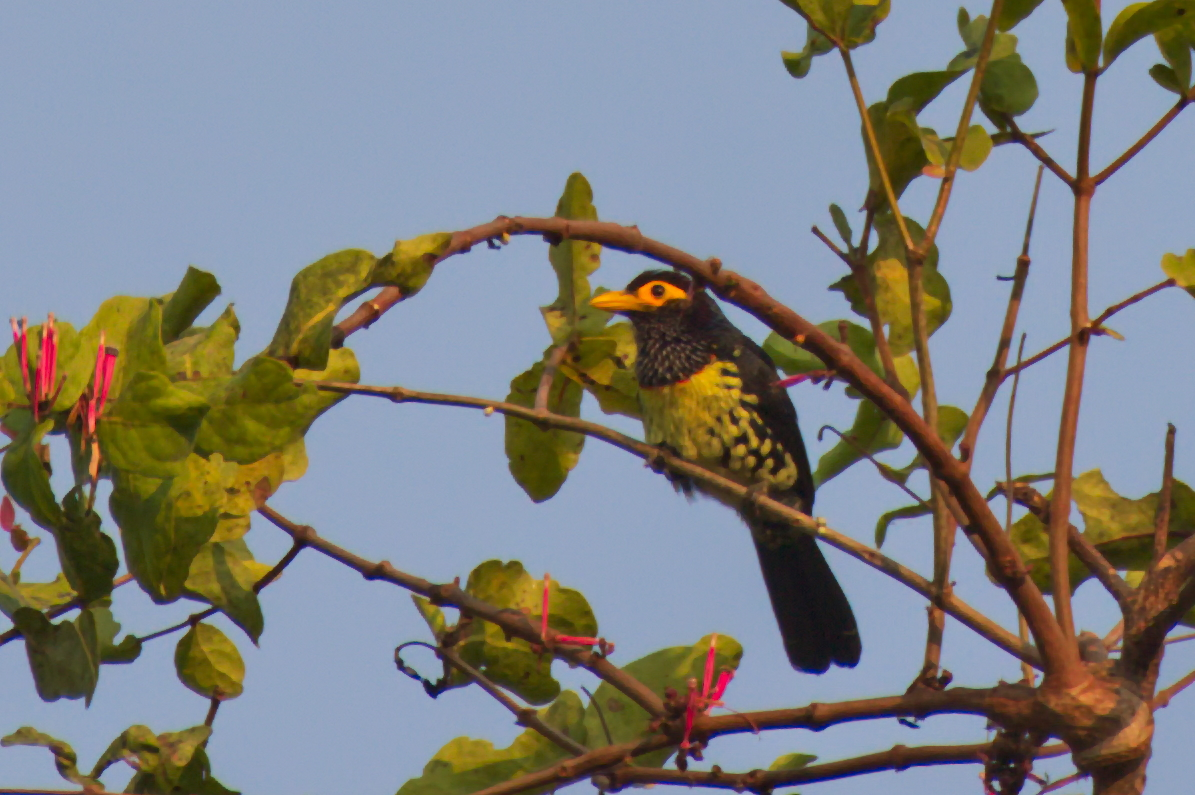
Gelbschnabel-Bartvogel

Der Gelbschnabel-Bartvogel (Trachylaemus purpuratus, Synonym: Trachyphonus purpuratus) ist eine Vogelart aus der Familie der Afrikanischen Bartvögel. Die Art kommt in Afrika beiderseits des Äquators vor. Es werden mehrere Unterarten unterschieden. Die IUCN stuft den Gelbschnabel-Bartvogel als nicht gefährdet ein.

## Erscheinungsbild
Die Männchen der Nominatform haben eine Flügellänge von 10,2 bis 11,3 Zentimetern. Die Schwanzlänge beträgt 9,2 bis 10,2 Zentimeter. Der Schnabel erreicht eine Länge von 2,6 bis 2,9 Zentimetern. Das Gewicht variiert stark und liegt bei 75 bis 109 Gramm. Weibchen haben ähnliche Körpermaße. Es besteht kein auffälliger Sexualdimorphismus.
Bei beiden Geschlechtern ist Region von der Stirn bis zu der Mitte des Oberkopfes matt rot. Der Hinterkopf, der Nacken und die Nackenseiten sind glänzend blauschwarz. Die Körperoberseite ist schwarzbraun, frisch vermausertes Gefieder glänzt schwärzlich. Die Steuerfedern sind schwarz. Die lanzettförmigen Federn an Kinn und vorderer Kehle sind an der Basis braun, dann schwarz und werden zur Spitze hin rot. Die Brust, der Bauch und die Unterschwanzdecken sind gelb. Die Körperseiten sind schwarzgelb gestreift.
Der Schnabel ist kräftig, seine Farbe variiert von einem leuchtenden Gelb bis hin zu Orange. Die unbefiederte Region um die Augen ist bei der Nominatform leuchtend gelb, die Augen sind rot bis orangerot oder rotbraun. Die Füße und Beine sind grau bis schwarz. Bei den Unterarten T. p. goffinii und T. p. togoensis ist die unbefiederte Region um die Augen grauschwarz bis graublau. Die Unterart T. p. elgonensis ähnelt der Nominatform in diesem Merkmal, ist insgesamt aber etwas rötlicher.
Der Gelbschnabel-Bartvogel kann vom gleich großen Doppelzahn-Bartvogel durch seinen gelben Bauch unterschieden werden. Er ist langschwänziger als der Flecken-Bartvogel und der Gelbfleck-Bartvogel. Diese beiden Arten haben außerdem schwarze Schnäbel.

## Verbreitungsgebiet
Der Gelbschnabel-Bartvogel kommt in Westafrika vor. Sein Verbreitungsgebiet erstreckt sich entlang der Westküste von Sierra Leone über den Süden Guineas bis in den Süden Nigerias. In östlicher Richtung erstreckt sich das Verbreitungsgebiet über den Süden Kameruns, den Süden der Zentralafrikanischen Republik und den Süden des Sudan bis in den Westen Kenias. Die südliche Verbreitungsgrenze ist der Norden Angolas, der Süden der Volksrepublik Kongo sowie Burundi und der Süden Ugandas. Der Gelbschnabel-Bartvogel kommt überwiegend in den Tiefebenen vor. In Westafrika lebt er aber noch in Höhenlagen von bis zu 1300 Metern und im Westen Kenias kommt er bis auf 2.800 Meter vor.

## Lebensweise
Der Lebensraum des Gelbschnabel-Bartvogels ist der dichte Unterwuchs in Primärwäldern. Er nutzt auch ältere Sekundärwälder, Wälder entlang von Flüssen sowie baumbestandenes Kulturland, wenn dieses an Wald angrenzt. Seine Aktivitäten begrenzen sich in der Regel auf eine Region bis maximal zehn Meter über dem Boden. Er ist generell ein unauffälliger Vogel, der allein oder zu zweit nach Nahrung sucht. Sein Nahrungsspektrum umfasst Insekten und Früchte. Die unmittelbare Region rund um seine Nisthöhle verteidigt er aggressiv und setzt sich dabei auch gegen die in Kolonien brütenden Trauerbartvögel durch. Auch Angriffe auf den Diadem-Bartvogel sowie auf Bülbüls sind belegt.
Die Nisthöhle wird in einem abgestorbenen Ast oder Baumstamm angelegt und befindet sich gewöhnlich zwischen zwei und acht Meter über dem Erdboden. Die Fortpflanzungszeit variiert mit der geographischen Breite. Das Gelege besteht aus zwei bis vier Eiern. Diese sind weißschalig. Die Brutzeit ist nicht bekannt. Nestlinge rufen sehr häufig und werden vier bis 14 Mal in der Stunde gefüttert. Zur Nestlingsnahrung gehören Beeren, Früchte, Schnecken und Insekten. Die Dauer der Nestlingszeit ist nicht bekannt.

## Belege

### Einzelbelege
1. ↑  Short et al., S. 116.
2. ↑  Short et al., Farbtafel 6.
3. ↑  Short et al., S. 116 und S. 117.
4. ↑  Short et al., S. 118.
5. ↑  Short et al., S. 118.

### Weblink
- Trachyphonus purpuratus in der Roten Liste gefährdeter Arten der IUCN 2013.2. Eingestellt von: BirdLife International, 2012. Abgerufen am 2. Februar  2014.